# Artizon Museum

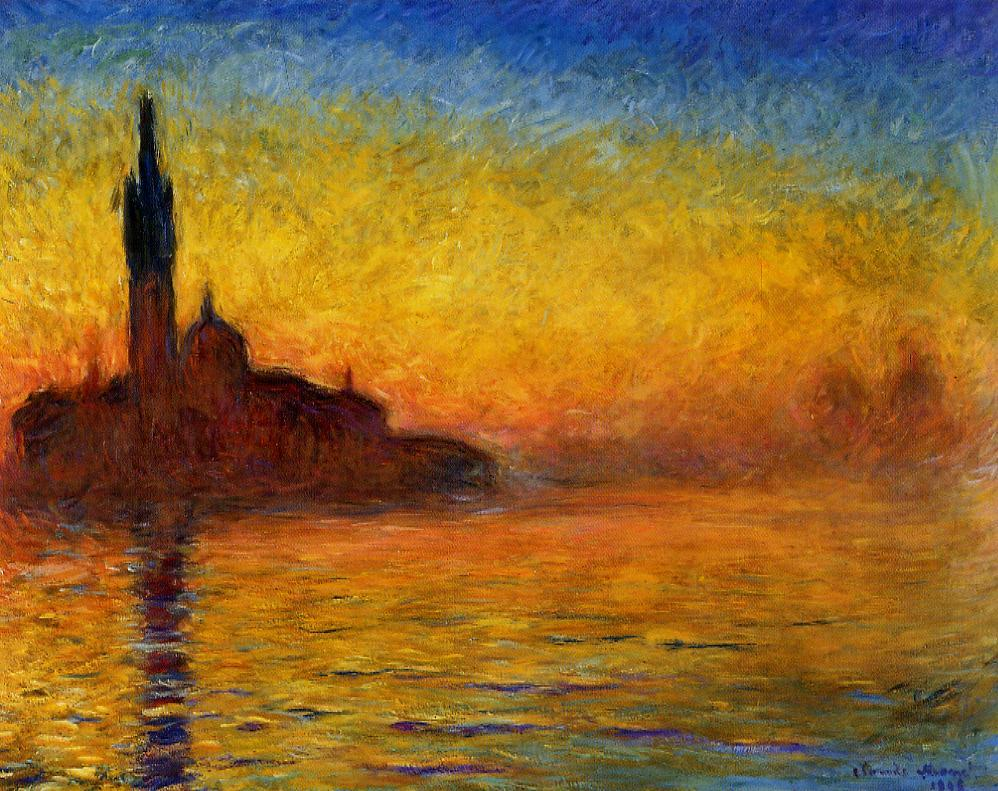
Claude Monet: Abendstimmung in Venedig, 1908

Das Artizon Museum (japanisch アーティゾン美術館, Artizon Bijutsukan), bis 2019 Bridgestone Museum of Art, ist ein Kunstmuseum in Tokio. Es beherbergt die von Ishibashi Shōjirō, dem Firmengründer des Reifenherstellers Bridgestone, gesammelten Kunstwerke.

## Geschichte
Das Museum wurde 1952 als Bridgestone Museum of Art gegründet und befand sich die nächsten Jahrzehnte im Verwaltungsgebäude der Bridgestone Tire Company im Stadtteil Kyōbashi des Stadtbezirks Chūō. Der Museumsgründer Ishibashi Shōjirō (1889–1976) übertrug das Museum 1956 an die von ihm gegründete Ishibashi Foundation, zu der auch das Ishibashi Museum of Art für japanische Kunst in seiner Heimatstadt Kurume gehört. 1961 stiftete Ishibashi dem Bridgestone Museum of Art den Großteil seiner Kunstsammlung, die seitdem kontinuierlich ausgebaut wird. 2015 wurde das Museum geschlossen und danach das Gebäude abgerissen. An gleicher Stelle entstand bis 2019 das neue Hochhaus Museum Tower Kyobashi mit 23 Etagen. Das Museum belegt die ersten 6 Etagen des überwiegend als Bürogebäude genutzten Neubaus, wobei die Ausstellungsflächen auf das 4. bis 6. Stockwerk entfallen. Insgesamt konnte das Museum im Neubau seine Fläche erheblich erweitern und die Ausstellungsfläche auf 2.100 m² verdoppeln. Zur Eröffnung 2020 wurde das Bridgestone Museum of Art in Artizon Museum umbenannt. Die Bezeichnung Artizon setzt sich zusammen aus den Wörtern Art (Kunst) und Horizon (Horizont).

## Sammlung

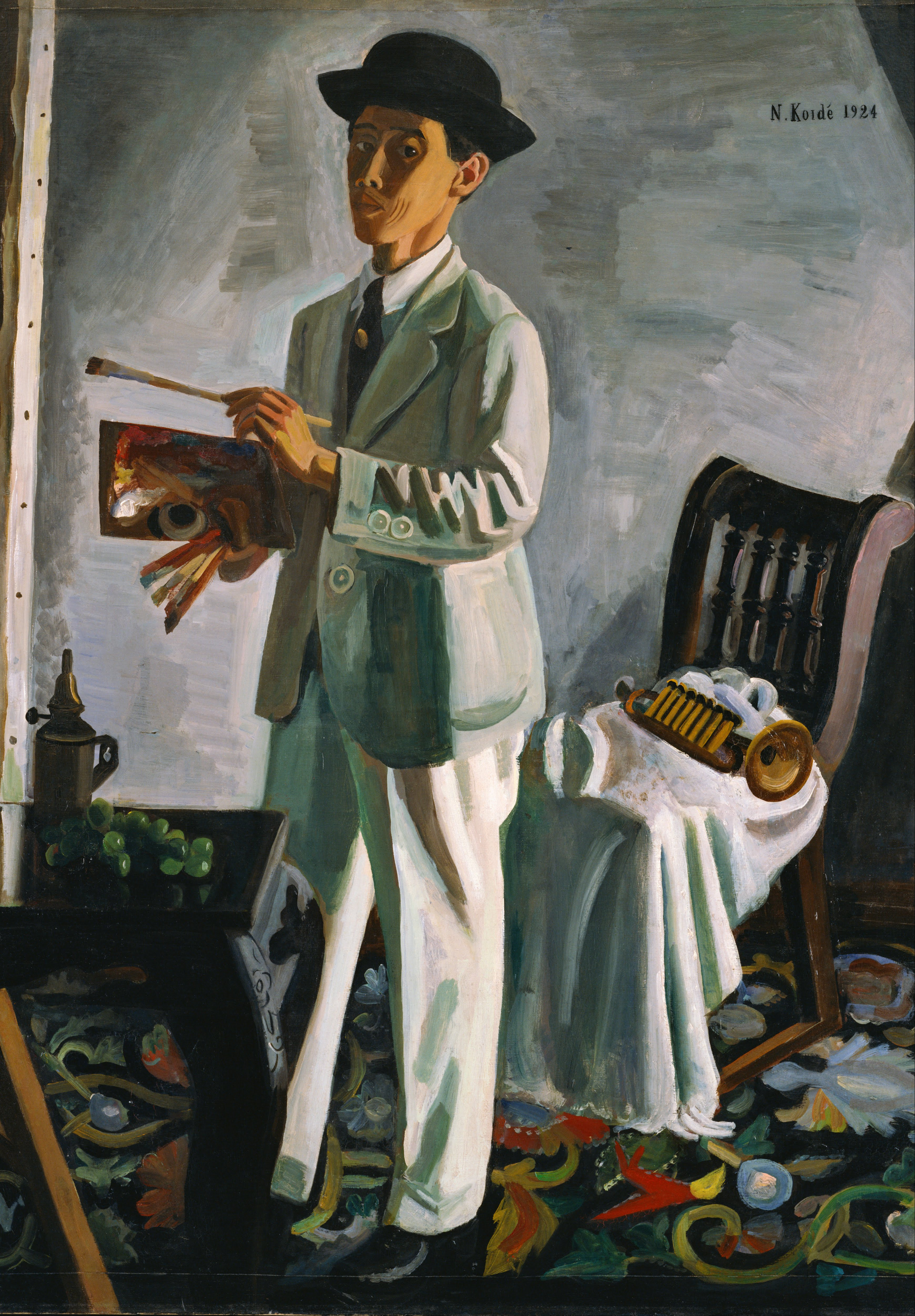
Koide Narashige: Selbstbildnis

Der Schwerpunkt der Sammlung liegt bei europäischer Malerei des Impressionismus, Spätimpressionismus und der Moderne, sowie japanischen Künstlern vom Beginn des 20. Jahrhunderts bis zu den 1960er Jahren. Zu den frühesten Gemälden im Museum gehören einzelne Werke von Rembrandt van Rijn, Jean-Baptiste Pater und Jean-Auguste-Dominique Ingres. Die französischen Romantik und Schule von Barbizon ist im Museum durch Künstler wie Jean-Baptiste Camille Corot, Gustave Courbet, Charles-François Daubigny, Honoré Daumier, Eugène Delacroix und Jean-François Millet vertreten. Die Sammlung impressionistischer Gemälde zeigt allein sieben Werke von Claude Monet und sechs Arbeiten von Pierre-Auguste Renoir. Hinzu kommen in diesem Sammlungsgebiet je drei Werke von Édouard Manet und Edgar Degas, sowie Gemälde von Eugène Boudin, Adolphe Monticelli, Camille Pissarro und Alfred Sisley. Paul Cézanne ist mit fünf Werken der am besten präsentierte Künstler des nachfolgenden Spätimpressionismus. Ergänzt wird die Sammlung dieser Stilrichtung durch Gemälde von Paul Gauguin, Vincent van Gogh und Gustave Moreau.
Das Museum besitzt neben den europäischen Künstlern des 19. Jahrhunderts auch eine kleine Sammlung von japanischen Künstlern, die durch europäische Malerei seit der Romantik beeinflusst wurden. Hierzu gehören Aoki Shigeru, Asai Chū, Fujishima Takeji, Fujita Tsuguharu, Kishida Ryūsei und Koide Narashige. Von der westlichen modernen Malerei zeigt das Museum Werke von Pierre Bonnard, Emile Antoine Bourdelle, Georges Braque, Giorgio de Chirico, Maurice Denis, Pierre Alechinsky, Bernard Buffet, Marc Chagall, Antoni Clave, Hans Hofmann, Serge Poliakoff, Jackson Pollock und Pierre Soulages. Auch hier sind den westlichen Arbeiten Beispiele japanischer Künstler gegenübergestellt. Zu dieser Gruppe gehören Domoto Hisao, Kawabata Minoru, Nomiyama Gyōji, Saitō Yoshishige, Sugai Kumi, Sugimata Tadashi, Tabuchi Yasukazu und Zao Wou-Ki.
Weiterhin besitzt das Museum eine umfangreiche Sammlung an grafischen Arbeiten, wozu auch Werke von Edvard Munch und Henri de Toulouse-Lautrec gehören. Eine kleine Sammlung mit Skulpturen von Alexander Archipenko, Emile Antoine Bourdelle, Constantin Brâncuși, Honoré Daumier, Edgar Degas, Alberto Giacometti, Barbara Hepworth, Aristide Maillol und Marino Marini gehört ebenfalls zum Museumsbestand. Zudem besitzt das Museum eine Auswahl antiker Kunst aus Ägypten, Syrien und Griechenland, sowie der Etrusker und Sumerer.

## Ausgestellte Werke

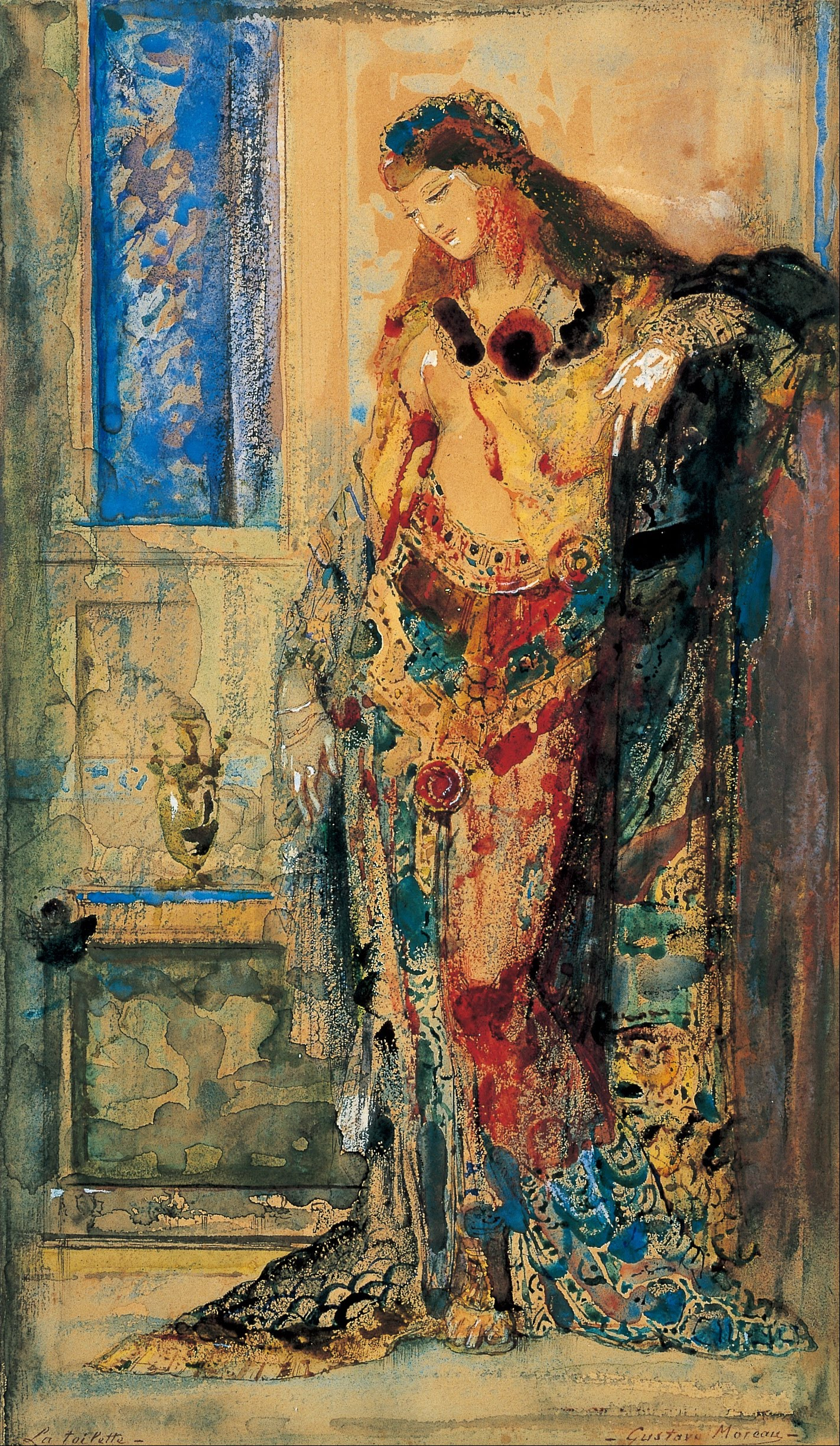
Gustave Moreau: La Toilette
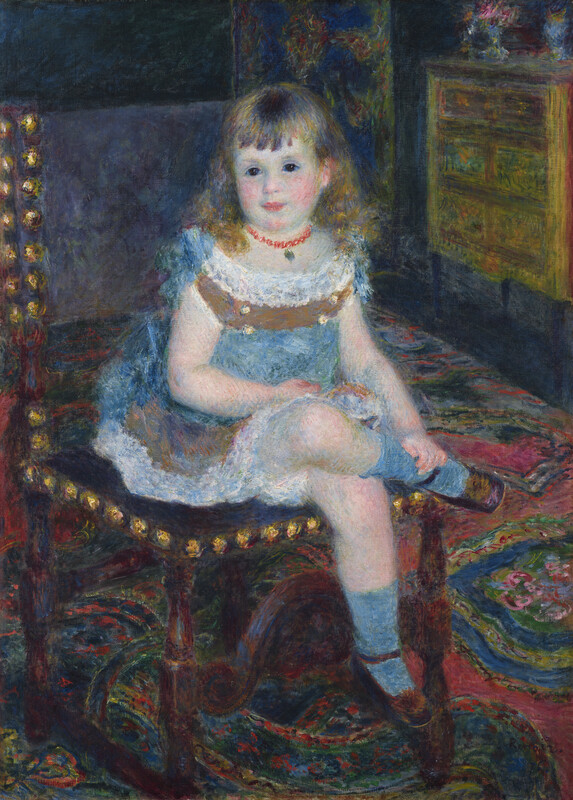
Pierre-Auguste Renoir: Georgette Charpentier sitzend
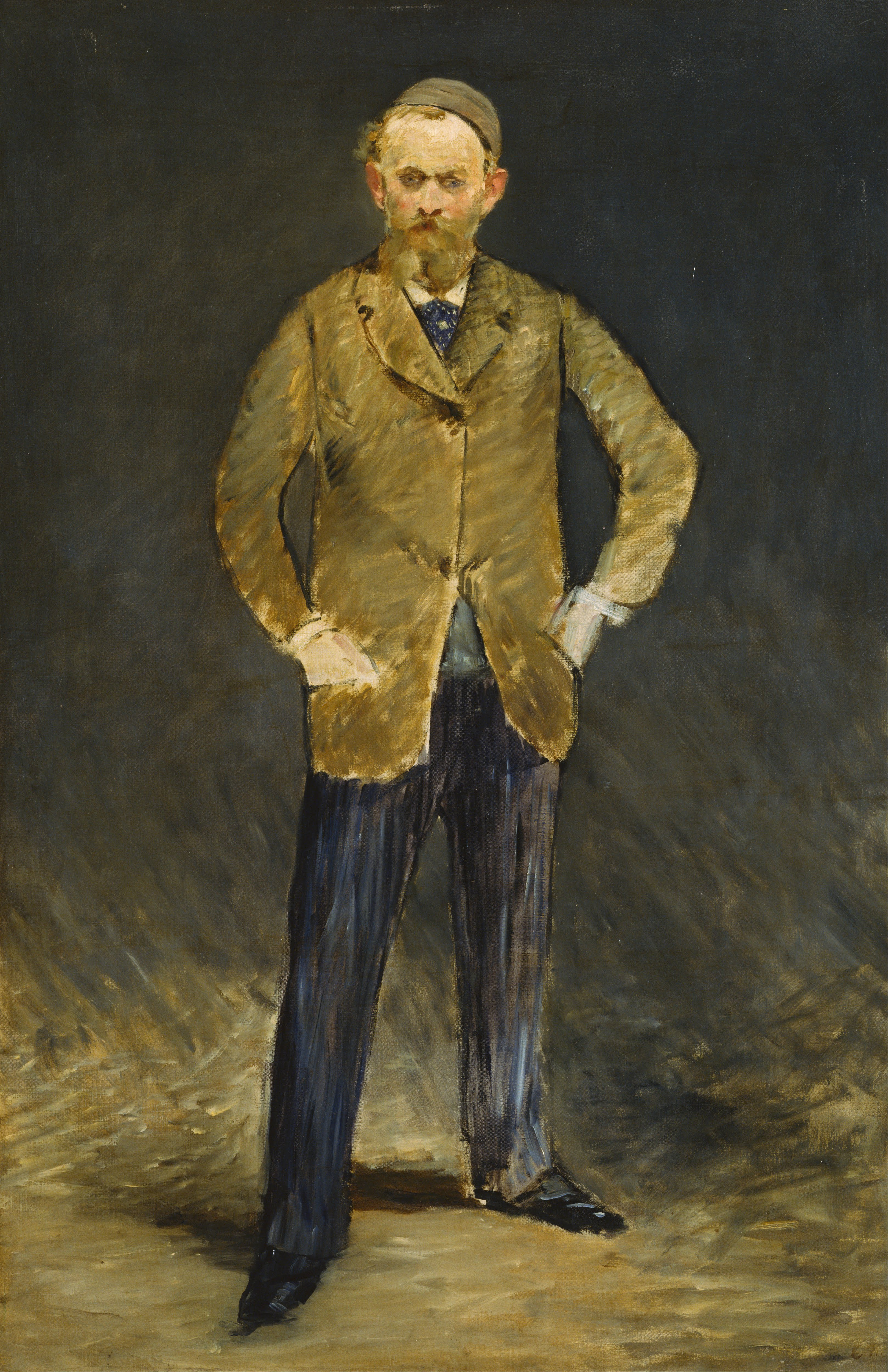
Édouard Manet: Selbstbildnis mit Käppchen
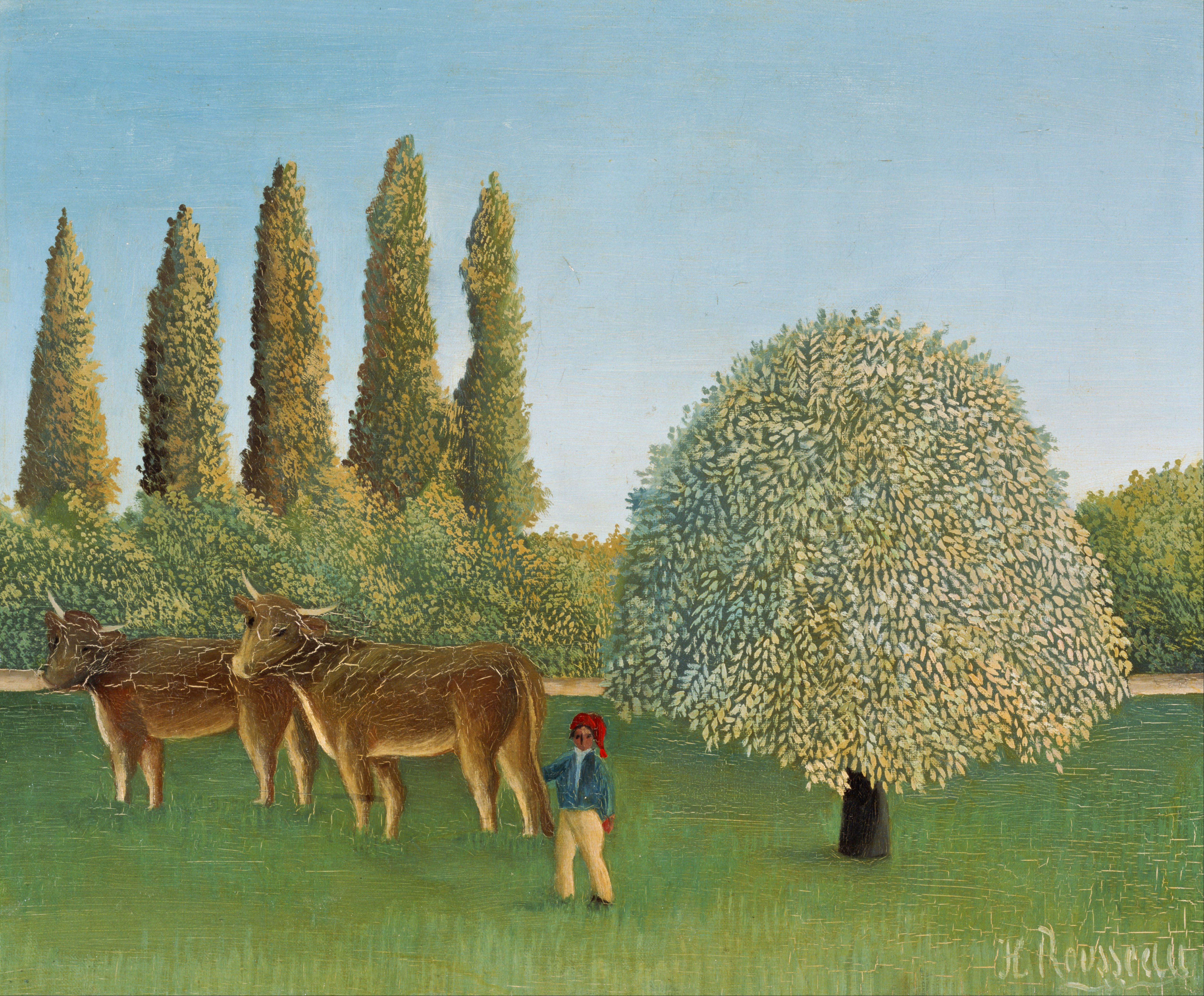
Henri Rousseau: Wiesenland
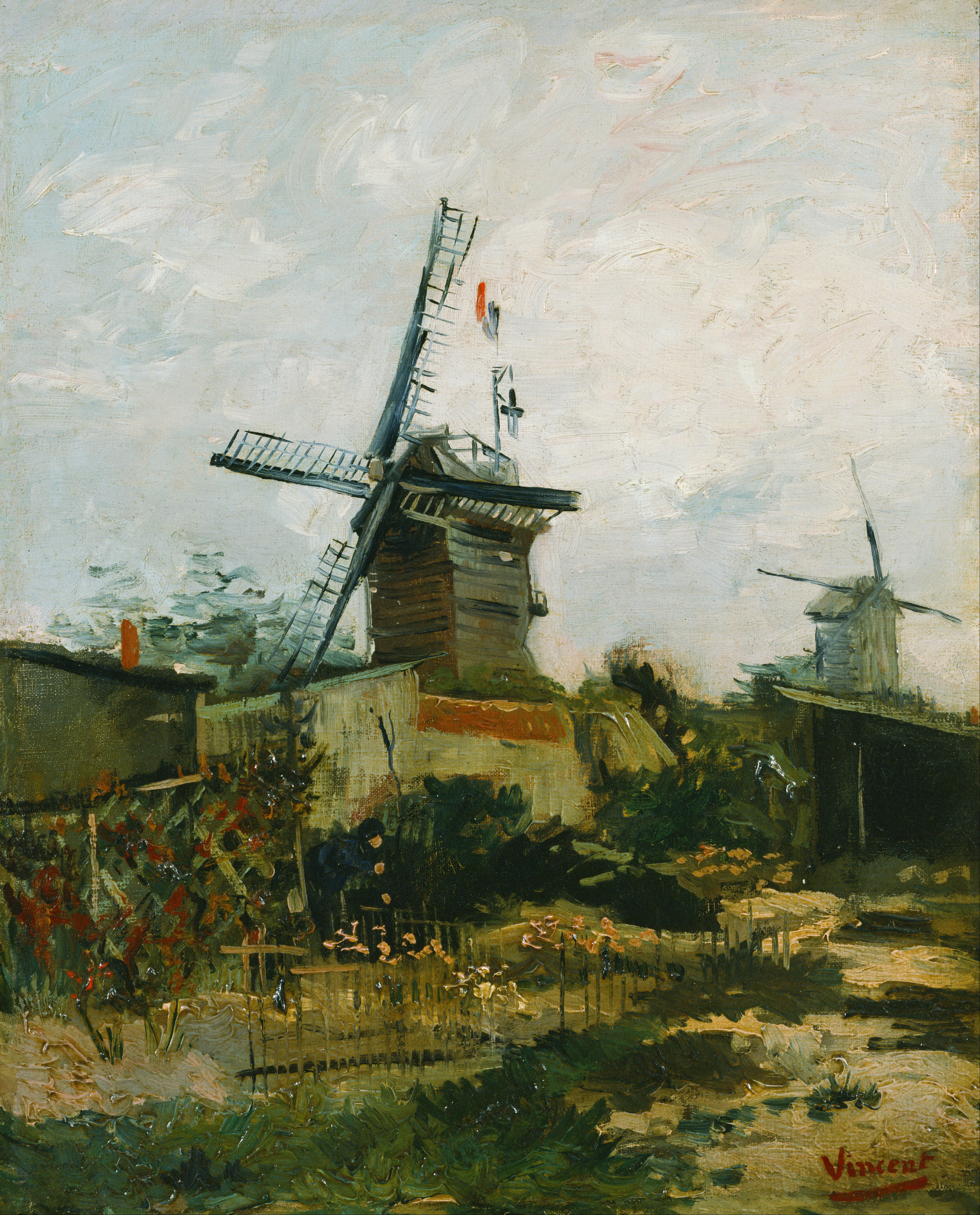
Vincent van Gogh: Le Moulin de Blute-Fin
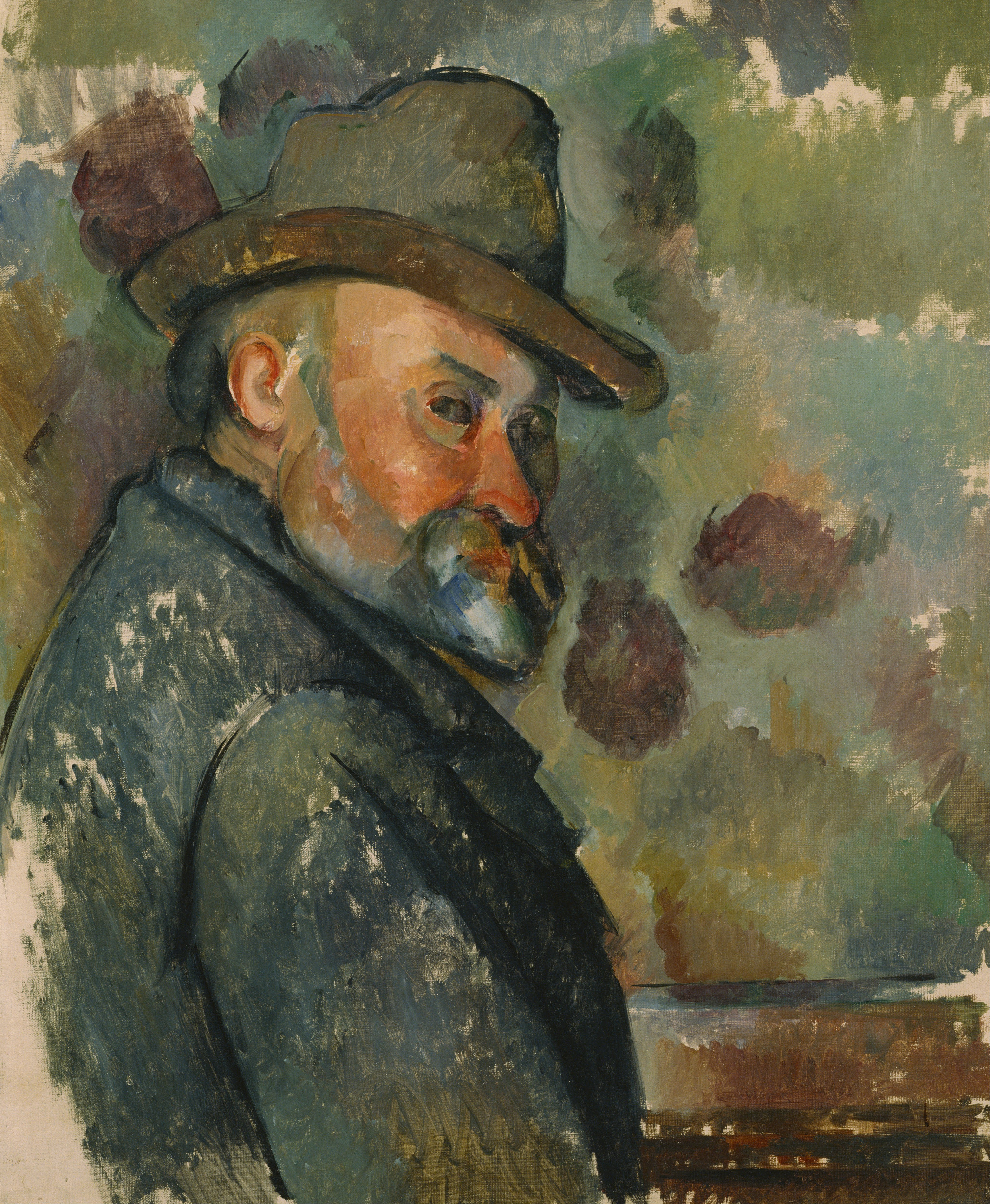
Paul Cézanne: Selbstbildnis mit Filzhut
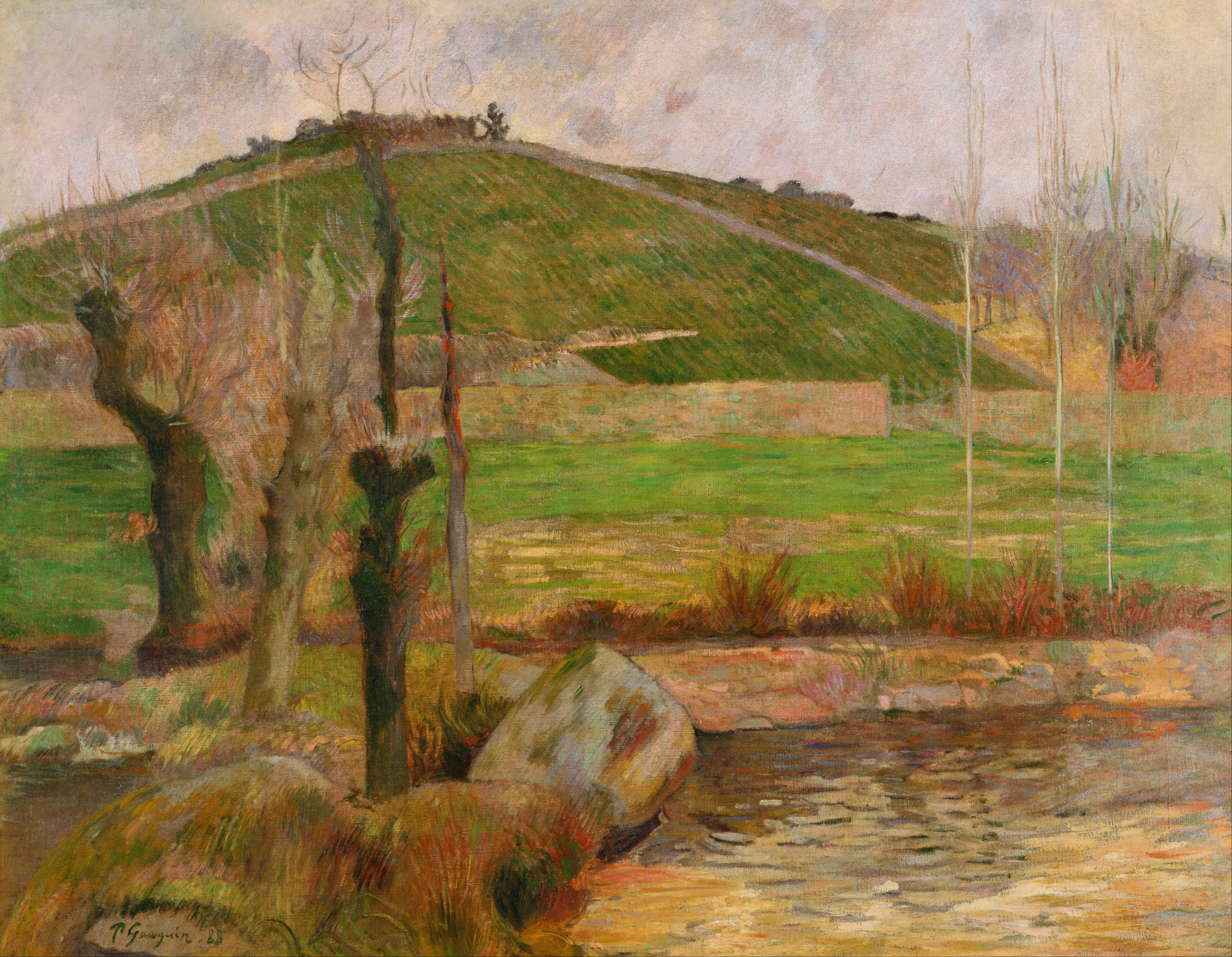
Paul Gauguin: Blick auf den Sainte-Marguerite in der Umgebung von Pont-Aven